# Tephritocampylocera carbonaria
Tephritocampylocera carbonaria är en tvåvingeart som först beskrevs av Friedrich Georg Hendel 1914.  Tephritocampylocera carbonaria ingår i släktet Tephritocampylocera och familjen Pyrgotidae.
Artens utbredningsområde är Malawi. Inga underarter finns listade i Catalogue of Life.